# شیراو
شیراو (به آلمانی: Schierau) یک منطقهٔ مسکونی در آلمان است که در راگون-یسنیتس واقع شده‌است. شیراو ۸۳۹ نفر جمعیت دارد.